# Walchensee (Kochel am See)

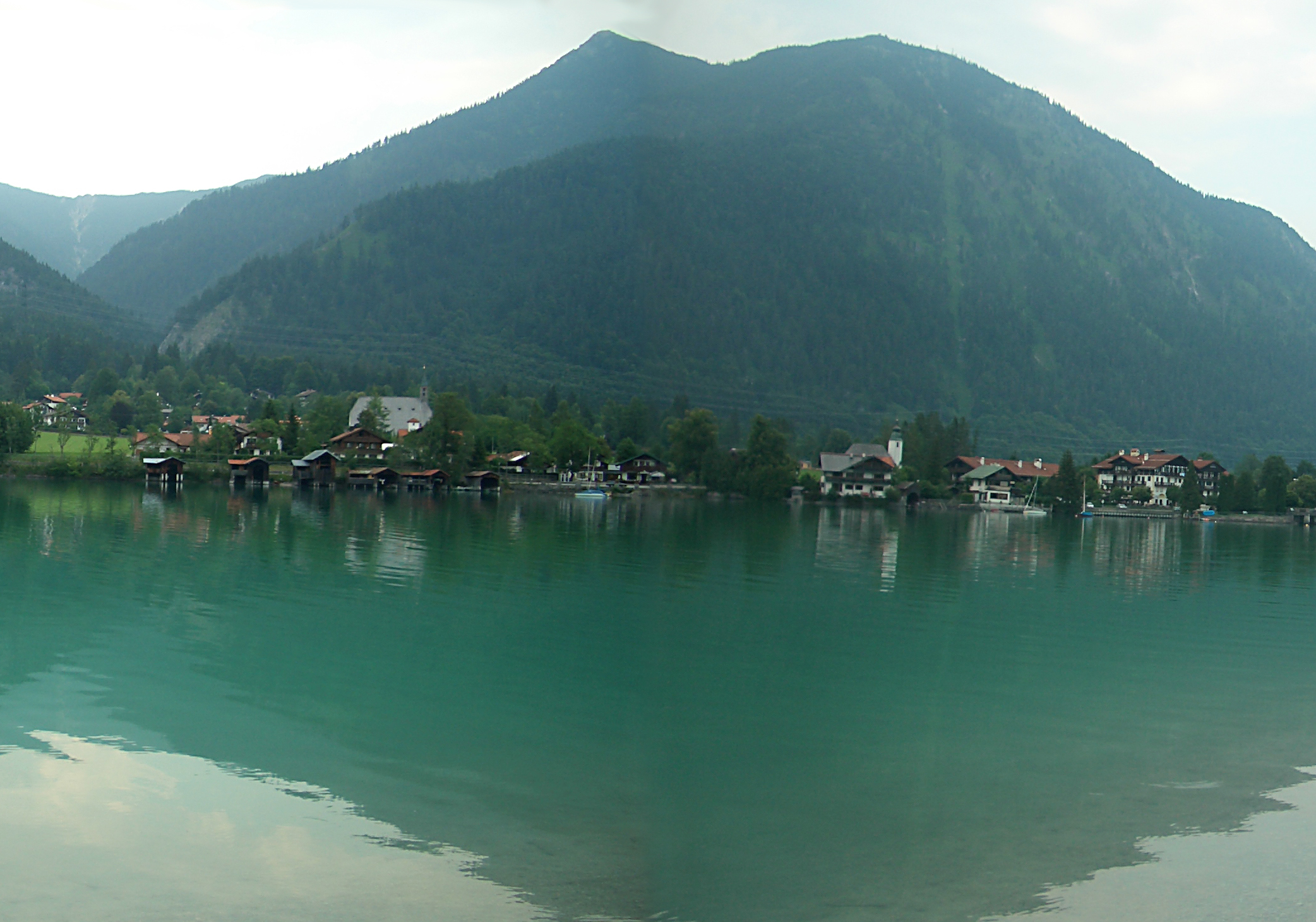
Ortszentrum Walchensee von der Zwergern-Halbinsel aus gesehen (Sommer 2007). Im Hintergrund rechts der Fahrenberg mit der Herzogstand-Seilbahn (als helle senkrechte Struktur im Berg erkennbar), links daneben der Martinskopf, der den Herzogstand verdeckt.

Der Luftkurort Walchensee ist ein Gemeindeteil der Gemeinde Kochel am See im Landkreis Bad Tölz-Wolfratshausen. Das Pfarrdorf wird vom Westufer des Walchensees und dem Herzogstandmassiv begrenzt, liegt auf einer Höhe von 803 m ü. NHN und hat 250 gemeldete Einwohner.

## Geschichte

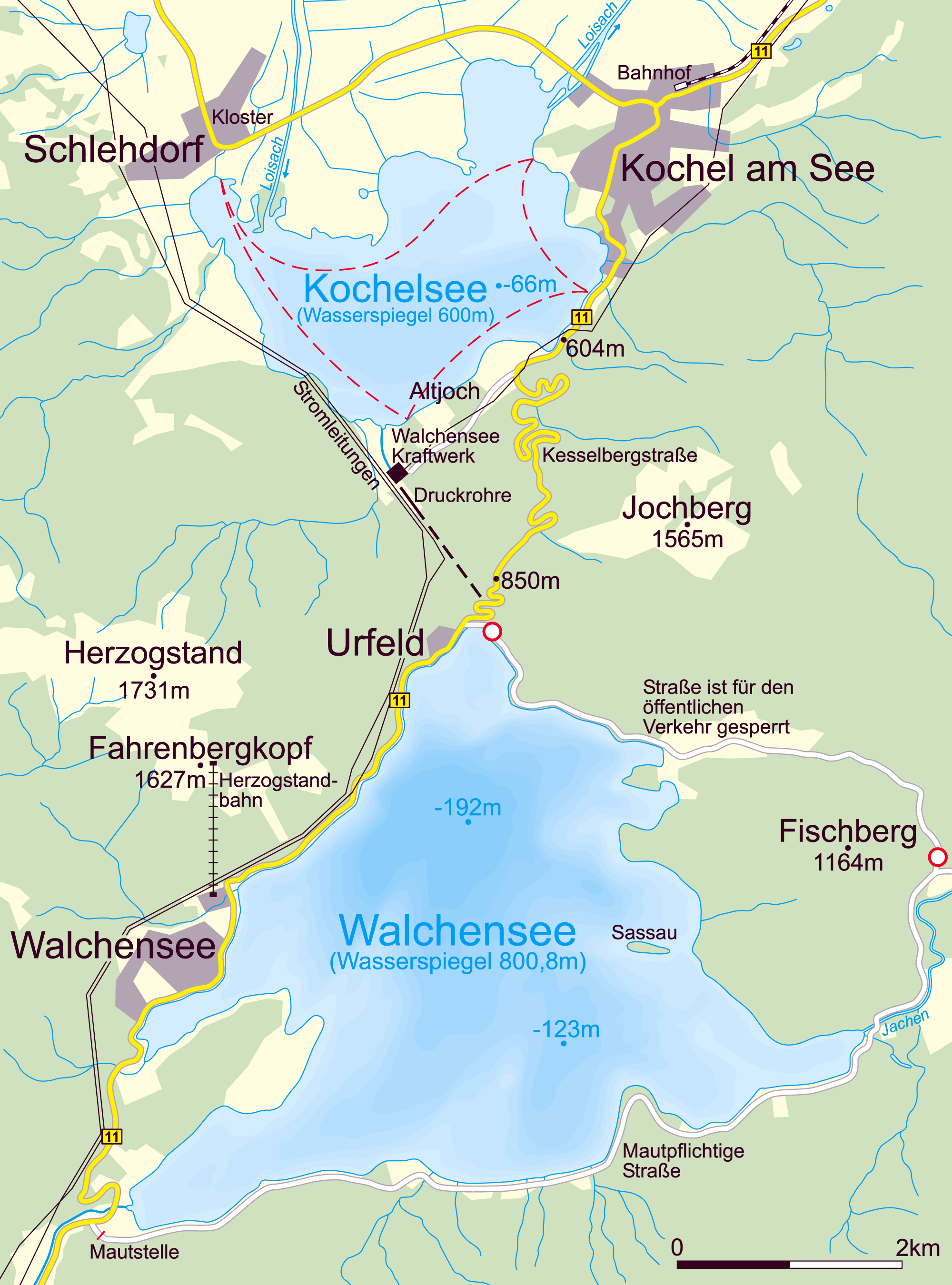
Walchensee und Kochelsee

Um 1130 ließ Abt Konrad von Benediktbeuern nach Absprache mit Bischof Heinrich I. von Freising, dem das am Walchensee beteiligte Kloster Schlehdorf unterstand, am Westufer des Sees roden und machte mit einem ersten Haus für Fischer den Anfang der dortigen Besiedelung. Am 17. März 1291 weihte Bischof Wolfahrt von Roth-Wackernitz vom Bistum Augsburg die neu erbaute Kirche dem Heiligen Jakobus. 1712 wurde sie unter Leitung des Kirchbaumeisters Lucas Zeis im Barockstil neu erbaut und ist in dieser Form erhalten.  1440 wurde eine Mühle am Bach hart nördlich der Lobesau und der heutigen Bundesstraße 11 errichtet, die aber mangels Wasser ihren Betrieb bald wieder einstellte. 1494, zwei Jahre nach Fertigstellung der Alten Kesselbergstraße, erforderte der stärker werdende Besucherverkehr die Eröffnung einer Taferne im Ort. 1728 erweiterte das Kloster Benediktbeuern das bisherige Anwesen der Jägerfamilie Heiß zu einem Schwaighof für die Versorgung der Taferne. Die Familie Heiß siedelte um nach Altlach und versah von dort seine klösterlichen Jägerdienste.

## Pfarrei
Zur Pfarrei Walchensee St. Ulrich gehören neben dem Ort Walchensee auch die Ortsteile Urfeld und Zwergern, sowie Einsiedl.

## Besonderheiten
- Die Herzogstandbahn führt auf den Herzogstand.
- Der Walchensee war ein Treffpunkt berühmter Persönlichkeiten wie dem Dichter Goethe, dem Künstler Lovis Corinth und König Ludwigs II.

## Sehenswürdigkeiten
- „Flake“, der Teilnachbau eines Wikingerdorfs, das 2008 als Kulisse für den Film Wickie und die starken Männer diente, musste 14 Jahre später aus Sicherheitsgründen abgerissen werden.[6]

## Sagen
- Die wohl bekannteste Sage rankt sich um den See an sich:

„Der Sage nach lebt am Grund des Walchensees ein gewaltiger Waller, der fast so groß ist wie der See selbst. In seinem Maul hält er seinen Schweif. Wenn sich Gottlosigkeit und Untugend verbreiten sollten, lässt er jedoch seinen Schweif aus dem Maul und zerschlägt den Kesselberg, worauf das ganze Umland überflutet würde bis über München hinaus.
Wenn ein neuer Kurfürst sein Amt antrat, wurde ein geweihter Ring aus Gold in den See geworfen, um den Waller zu besänftigen.
Der Abt aus Benediktbeuern zog regelmäßig nach Walchensee, um Prozessionen am Ufer entlang abzuhalten.“

- Des Weiteren heißt es, dass der See mit dem Ozean in Verbindung steht und deshalb unergründlich ist.[7]

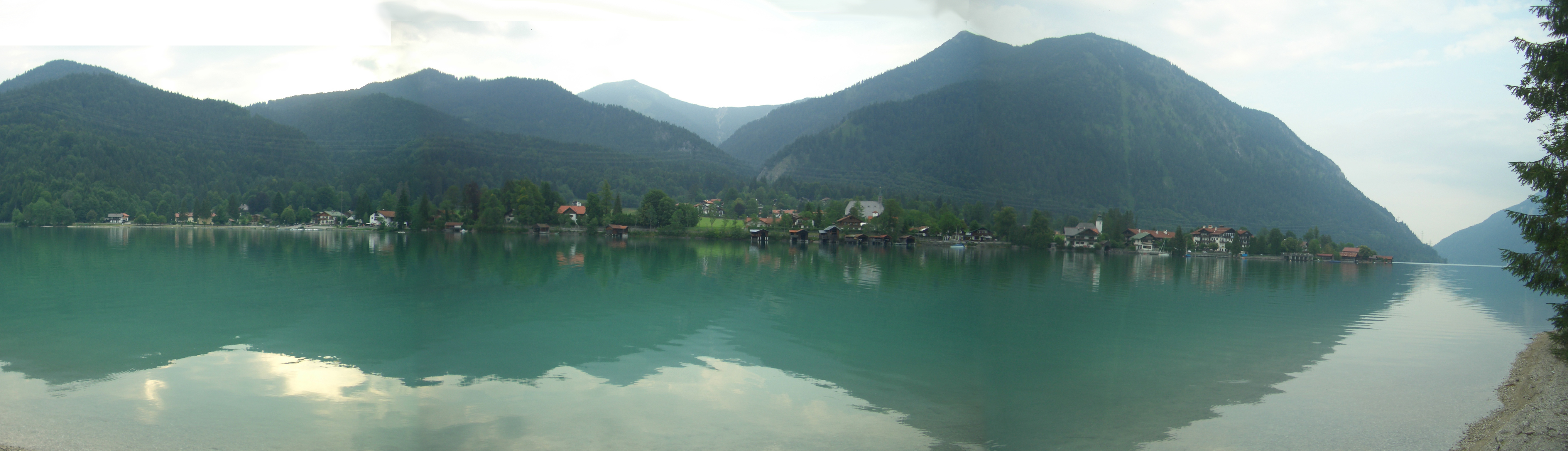
Ortspanorama Walchensee (Sommer 2007), im Hintergrund in der Bildmitte der Heimgarten, am Bildrand rechts die Bucht von Urfeld.